# Asociación Deportiva Sarchí
Sarchi futbol club es un equipo de fútbol de Costa Rica que juega en la Liga de Ascenso, la segunda categoría de fútbol en el país.

## Historia
En el 2021 el futbolista y exmundialista José Miguel Cubero, quién es oriundo de esta zona decidió invertir en el equipo de fútbol de la Zona de Sarchí y crear un proyecto con las promesas y jugadores de esta misma zona.
Para la temporada 2021-2022 se mantuvo jugando en la Tercera División de Costa Rica, sin embargo en julio del 2022, se anunció la compra de la franquicia perteneciente a la Asociación Deportiva Barrio México que militaba desde el 2019 en la Liga de Ascenso y ahora ocupará el lugar de este equipo en la Liga de Ascenso para la temporada 2022-2023.
El club es más conocido por su programa de formación de jugadores en categorías menores en la Provincia de Alajuela que por sus logros como equipo aficionado.
En julio de 2025 se da a conocer que el empresario y presidente de la Liga Deportiva Alajuelense, Joseph Joseph, adquiere la franquicia del conjunto de Sarchí con la intención de desarrollar a los jóvenes valores de la zona y realizar intercambio con jugadores de las fuerzas básicas del equipo de Primera División.

## Palmarés
- Segunda División de LINAFA - Zona Alajuela: 1

2021/22